# Fortifications de Guémar
Les fortifications de Guémar sont un monument historique situé à Guémar, dans le département français du Haut-Rhin.

## Localisation
Cette construction est située rue du Maréchal-Lefèbvre à Guémar.

## Historique
L'édifice fait l'objet d'une inscription au titre des monuments historiques depuis 1932.

## Architecture

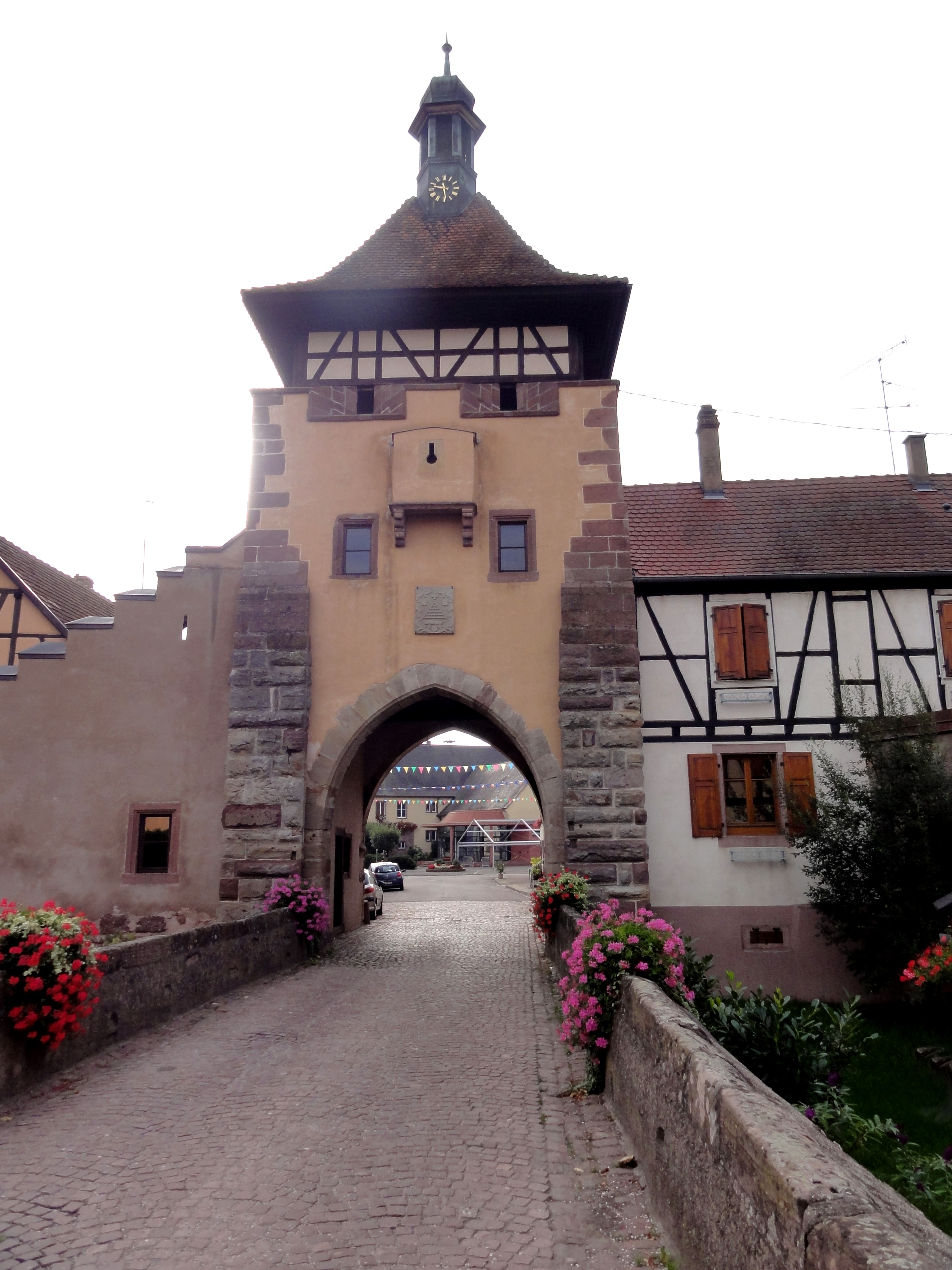
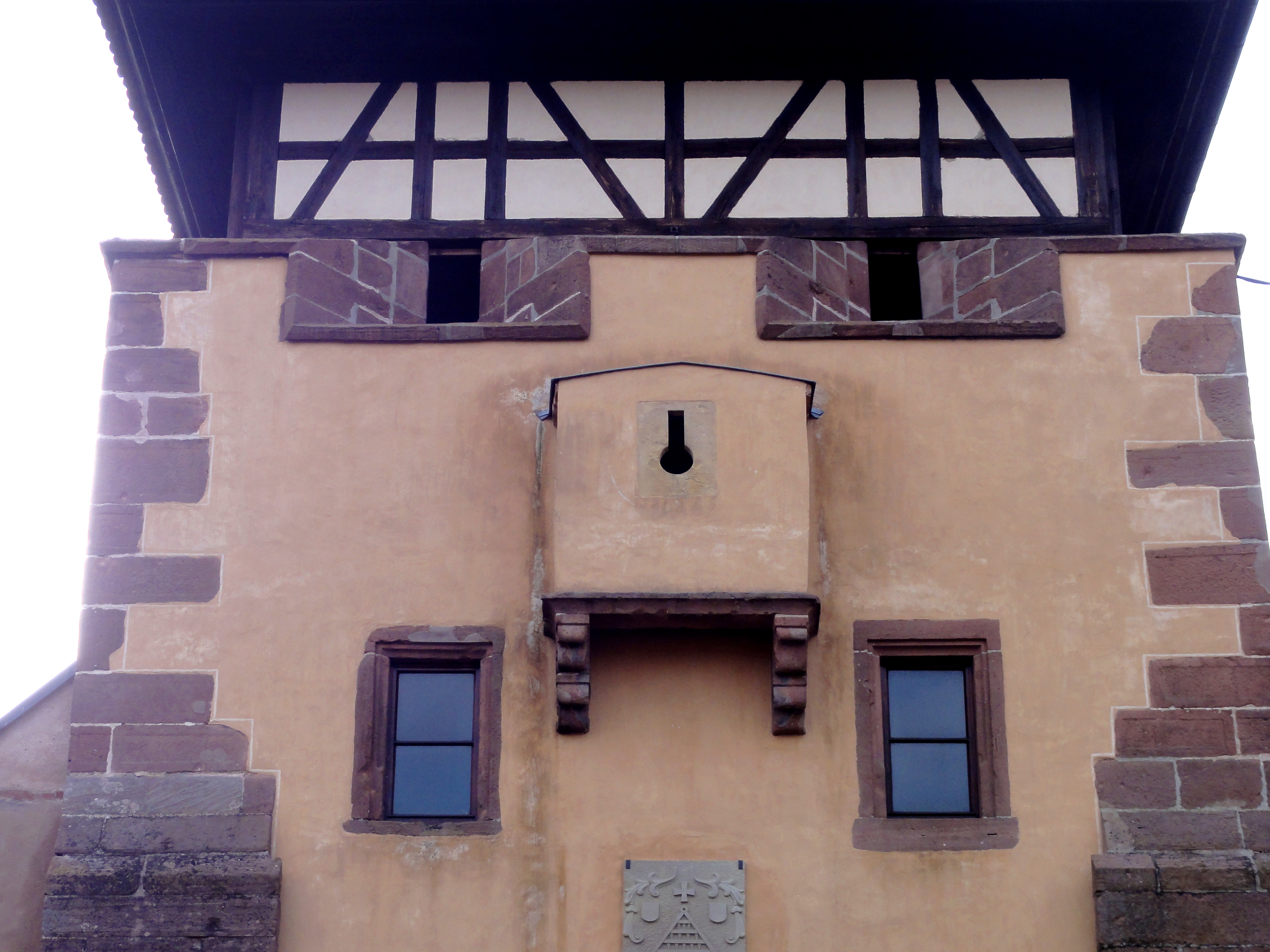
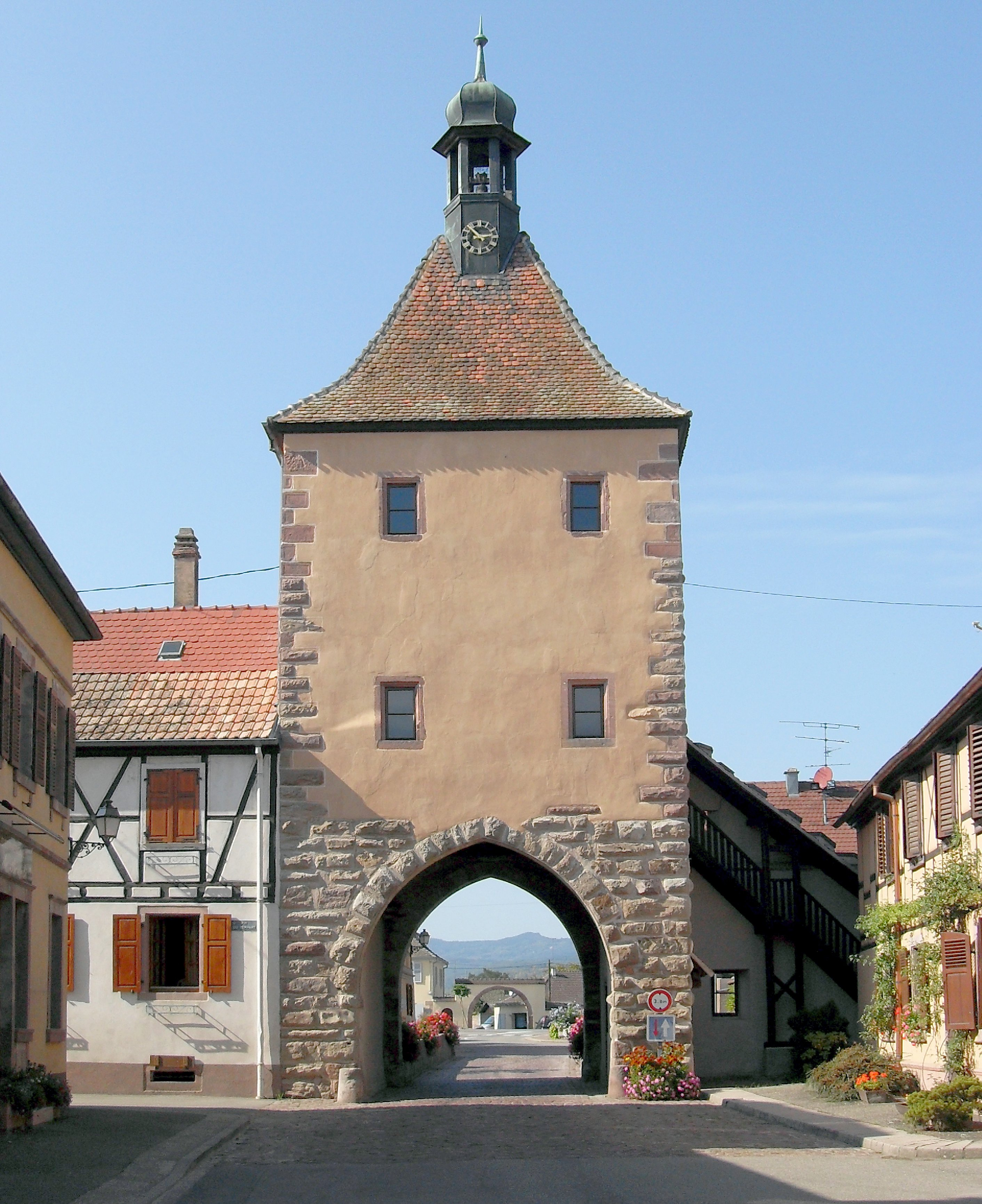